# UEFA Champions League 2023-2024
La UEFA Champions League 2023-2024 è stata la 69ª edizione (la 32ª con la forma attuale) della Champions League, organizzata dall'UEFA. Il torneo è iniziato il 27 giugno 2023 e si è concluso il 1º giugno 2024 con la finale allo stadio di Wembley di Londra, in Inghilterra. Il Manchester City era campione in carica, avendo vinto l'edizione precedente.
Il torneo è stato vinto dagli spagnoli del Real Madrid, che nella finale hanno battuto i tedeschi del Borussia Dortmund per 2-0, al quindicesimo successo nella competizione. I vincitori di questa edizione hanno ottenuto la possibilità di sfidare i vincitori della UEFA Europa League 2023-2024, gli italiani dell'Atalanta, nella Supercoppa UEFA 2024, e di partecipare alla prima edizione della Coppa Intercontinentale FIFA, oltre alla Coppa del mondo per club FIFA 2025. Questa edizione è stata l'ultima con il formato di 32 squadre partecipanti alla fase a gironi, dopo che la UEFA aveva annunciato un nuovo format che è stato introdotto per l'edizione successiva.

## Squadre partecipanti
I posti sono scelti tra 53 delle 55 associazioni affiliate all'UEFA, secondo la seguente tabella:
| Posizione della federazione in base al coefficiente UEFA per nazioni | Numero di squadre partecipanti |
| -------------------------------------------------------------------- | ------------------------------ |
| 1-4                                                                  | 4                              |
| 5-6                                                                  | 3                              |
| 7-15                                                                 | 2                              |
| 16-55                                                                | 1                              |

I vincitori della UEFA Champions League 2022-2023 e della UEFA Europa League 2022-2023 hanno un posto garantito per la fase a gironi.
|                             |                             | Squadre che accedono nel turno | Squadre provenienti dal turno precedente                                                             |
| --------------------------- | --------------------------- | --- | --- |
| Turno preliminare           | Turno preliminare           | - 4 campioni dalle federazioni 52–55 | |
| Primo turno                 | Primo turno                 | - 29 campioni dalle federazioni 22–51 (eccetto il Liechtenstein) | - vincitore del turno preliminare                                                                    |
| Secondo turno               | Campioni                    | - 5 campioni dalle federazioni 17–21 | - 15 vincitori del primo turno                                                                       |
| Secondo turno               | Piazzate                    | - 4 seconde classificate dalle federazioni 12–15 | |
| Terzo turno                 | Campioni                    | - 2 campioni dalle federazioni 15–16 | - 10 vincitori del secondo turno Campioni                                                            |
| Terzo turno                 | Piazzate                    | - 4 seconde classificate dalle federazioni 7–11 (ad eccezione della Russia) - 2 terze classificate dalle federazioni 5–6 | - 2 vincitori del secondo turno Piazzate                                                             |
| Spareggi                    | Campioni                    | - 2 campioni dalle federazioni 13–14 | - 6 vincitori del terzo turno Campioni                                                               |
| Spareggi                    | Piazzate                    | | - 4 vincitori del terzo turno Piazzate                                                               |
| Fase a gironi               | Fase a gironi               | - 11 campioni dalle federazioni 1–12 (ad eccezione della Russia) - 6 seconde classificate dalle federazioni 1–6 - 4 terze classificate dalle federazioni 1–4 - 4 quarte classificate dalle federazioni 1–4 - Detentore Champions League - Detentore Europa League | - 4 vincitori degli spareggi Campioni - 2 vincitori degli spareggi Piazzate                          |
| Fase a eliminazione diretta | Fase a eliminazione diretta | | - 8 vincitori dei gironi nella fase a gruppi - 8 seconde classificate dei gironi nella fase a gruppi |

### Ranking delle federazioni
Per la UEFA Champions League 2023-2024, le associazioni avranno un numero di squadre determinato dal coefficiente UEFA del 2022, che prende in esame le loro prestazioni nelle competizioni europee dalla stagione 2017-2018 alla stagione 2021-2022. Oltre alla ripartizione dei posti spettanti elencata nella tabella, le federazioni possono avere un posto supplementare nel caso in cui il vincitore della Champions League o della Europa League non dovessero qualificarsi tramite il proprio campionato.
| Rank | Federazione     | Coeff.  | Squadre |
| ---- | --------------- | ------- | ------- |
| 1    | Inghilterra     | 106.641 | 4       |
| 2    | Spagna          | 96.141  | 4+1     |
| 3    | Italia          | 76.902  | 4       |
| 4    | Germania        | 75.213  | 4       |
| 5    | Francia         | 60.081  | 3       |
| 6    | Portogallo      | 53.382  | 3       |
| 7    | Paesi Bassi     | 49.300  | 2       |
| 8    | Austria         | 38.850  | 2       |
| 9    | Scozia          | 36.900  | 2       |
| 10   | Russia          | 34.482  | 0       |
| 11   | Serbia          | 33.375  | 2       |
| 12   | Ucraina         | 31.800  | 2       |
| 13   | Belgio          | 30.600  | 2       |
| 14   | Svizzera        | 29.675  | 2       |
| 15   | Grecia          | 28.200  | 2       |
| 16   | Repubblica Ceca | 27.800  | 1       |
| 17   | Norvegia        | 27.250  | 1       |
| 18   | Danimarca       | 27.175  | 1       |
| 19   | Croazia         | 27.150  | 1       |

| Rank | Federazione          | Coeff. | Squadre |
| ---- | -------------------- | ------ | ------- |
| 20   | Turchia              | 27.100 | 1       |
| 21   | Cipro                | 26.375 | 1       |
| 22   | Israele              | 24.375 | 1       |
| 23   | Svezia               | 22.875 | 1       |
| 24   | Bulgaria             | 19.500 | 1       |
| 25   | Romania              | 17.150 | 1       |
| 26   | Azerbaigian          | 17.000 | 1       |
| 27   | Ungheria             | 16.375 | 1       |
| 28   | Polonia              | 15.875 | 1       |
| 29   | Kazakistan           | 15.750 | 1       |
| 30   | Slovacchia           | 15.625 | 1       |
| 31   | Slovenia             | 15.000 | 1       |
| 32   | Bielorussia          | 12.500 | 1       |
| 33   | Moldavia             | 11.250 | 1       |
| 34   | Lituania             | 10.000 | 1       |
| 35   | Bosnia ed Erzegovina | 9.125  | 1       |
| 36   | Finlandia            | 8.875  | 1       |
| 37   | Lussemburgo          | 8.750  | 1       |
| 38   | Lettonia             | 8.625  | 1       |

| Rank | Federazione        | Coeff. | Squadre |
| ---- | ------------------ | ------ | ------- |
| 39   | Kosovo             | 8.166  | 1       |
| 40   | Irlanda            | 8.125  | 1       |
| 41   | Armenia            | 8.125  | 1       |
| 42   | Irlanda del Nord   | 8.083  | 1       |
| 43   | Albania            | 8.000  | 1       |
| 44   | Fær Øer            | 7.250  | 1       |
| 45   | Estonia            | 7.041  | 1       |
| 46   | Malta              | 7.000  | 1       |
| 47   | Georgia            | 7.000  | 1       |
| 48   | Macedonia del Nord | 7.000  | 1       |
| 49   | Liechtenstein      | 6.500  | 0       |
| 50   | Galles             | 5.500  | 1       |
| 51   | Gibilterra         | 5.416  | 1       |
| 52   | Islanda            | 5.375  | 1       |
| 53   | Montenegro         | 4.875  | 1       |
| 54   | Andorra            | 4.665  | 1       |
| 55   | San Marino         | 1.332  | 1       |

### Lista
I club sono ordinati in base al coefficiente UEFA della federazione di appartenenza. Accanto ad ogni club è indicata la posizione in classifica nel rispettivo campionato.
| Fase a gironi          | Fase a gironi            | Fase a gironi            | Fase a gironi         |
| ---------------------- | ------------------------ | ------------------------ | --------------------- |
| Manchester CityCL (1º) | SivigliaEL (12º)         | Arsenal (2º)             | Manchester Utd (3º)   |
| Newcastle Utd (4º)     | Barcellona (1º)          | Real Madrid (2º)         | Atlético Madrid (3º)  |
| Real Sociedad (4º)     | Napoli (1º)              | Lazio (2º)               | Inter (3º)            |
| Milan (4º)             | Bayern Monaco (1º)       | Borussia Dortmund (2º)   | RB Lipsia (3º)        |
| Union Berlino (4º)     | Paris Saint-Germain (1º) | Lens (2º)                | Benfica (1º)          |
| Porto (2º)             | Feyenoord (1º)           | Salisburgo (1º)          | Celtic (1º)           |
| Stella Rossa (1º)      | Šachtar (1º)             |                          |                       |
| Spareggi               |                          |                          |                       |
| Campioni               | Campioni                 | Piazzate                 | Piazzate              |
| Young Boys (1º)        | Anversa (1º)             |                          |                       |
| Terzo turno            |                          |                          |                       |
| Campioni               | Campioni                 | Piazzate                 | Piazzate              |
| AEK Atene (1º)         | Sparta Praga (1º)        | Olympique Marsiglia (3º) | Braga (3º)            |
|                        |                          | PSV (2º)                 | Sturm Graz (2º)       |
| Rangers (2º)           | TSC Bačka Topola (2º)    |                          |                       |
| Secondo turno          |                          |                          |                       |
| Campioni               | Campioni                 | Piazzate                 | Piazzate              |
| Molde (1º)             | Copenaghen (1º)          | Dnipro-1 (2º)            | Genk (2º)             |
| Dinamo Zagabria (1º)   | Galatasaray (1º)         | Servette (2º)            | Panathīnaïkos (2º)    |
| Arīs Limassol (1º)     |                          |                          |                       |
| Primo turno            |                          |                          |                       |
| Maccabi Haifa (1º)     | Häcken (1º)              | Ludogorec (1º)           | Farul Costanza (1º)   |
| Qarabağ (1º)           | Ferencváros (1º)         | Raków Częstochowa (1º)   | Astana (1º)           |
| Slovan Bratislava (1º) | Olimpia Lubiana (1º)     | BATĖ Borisov (3º)        | Sheriff Tiraspol (1º) |
| Žalgiris (1º)          | Zrinjski Mostar (1º)     | HJK (1º)                 | Swift Hesperange (1º) |
| Valmiera (1º)          | Ballkani (1º)            | Shamrock Rovers (1º)     | Urartu (1º)           |
| Larne (1º)             | Partizani Tirana (1º)    | KÍ Klaksvík (1º)         | Flora Tallinn (1º)    |
| Ħamrun Spartans (1º)   | Dinamo Tbilisi (1º)      | Struga (1º)              | The New Saints (1º)   |
| Lincoln Red Imps (1º)  |                          |                          |                       |
| Turno preliminare      |                          |                          |                       |
| Breiðablik (1º)        | Budućnost (1º)           | Atlètic Escaldes (1º)    | Tre Penne (1º)        |

## Date
Il programma della competizione è il seguente. Tutti i sorteggi si tengono nel quartier generale dell'UEFA a Nyon, tranne quello della fase a gironi a Monaco.
| Fase                        | Turno             | Sorteggio               | Andata                                         | Ritorno                                        |
| --------------------------- | ----------------- | ----------------------- | ---------------------------------------------- | ---------------------------------------------- |
| Qualificazioni              | Turno preliminare | 13 giugno 2023 (Nyon)   | 27 giugno 2023 (semifinali)                    | 30 giugno 2023 (finale)                        |
| Qualificazioni              | Primo turno       | 20 giugno 2023 (Nyon)   | 11-12 luglio 2023                              | 18-19 luglio 2023                              |
| Qualificazioni              | Secondo turno     | 21 giugno 2023 (Nyon)   | 25-26 luglio 2023                              | 1º-2 agosto 2023                               |
| Qualificazioni              | Terzo turno       | 24 luglio 2023 (Nyon)   | 8-9-15 agosto 2023                             | 15-19 agosto 2023                              |
| Qualificazioni              | Spareggi          | 7 agosto 2023 (Nyon)    | 22-23 agosto 2023                              | 29-30 agosto 2023                              |
| Fase a gironi               | Prima giornata    | 31 agosto 2023 (Monaco) | 19-20 settembre 2023                           | 19-20 settembre 2023                           |
| Fase a gironi               | Seconda giornata  | 31 agosto 2023 (Monaco) | 3-4 ottobre 2023                               | 3-4 ottobre 2023                               |
| Fase a gironi               | Terza giornata    | 31 agosto 2023 (Monaco) | 24-25 ottobre 2023                             | 24-25 ottobre 2023                             |
| Fase a gironi               | Quarta giornata   | 31 agosto 2023 (Monaco) | 7-8 novembre 2023                              | 7-8 novembre 2023                              |
| Fase a gironi               | Quinta giornata   | 31 agosto 2023 (Monaco) | 28-29 novembre 2023                            | 28-29 novembre 2023                            |
| Fase a gironi               | Sesta giornata    | 31 agosto 2023 (Monaco) | 12-13 dicembre 2023                            | 12-13 dicembre 2023                            |
| Fase a eliminazione diretta | Ottavi di finale  | 18 dicembre 2023 (Nyon) | 13-14 e 20-21 febbraio 2024                    | 5-6 e 12-13 marzo 2024                         |
| Fase a eliminazione diretta | Quarti di finale  | 15 marzo 2024 (Nyon)    | 9-10 aprile 2024                               | 16-17 aprile 2024                              |
| Fase a eliminazione diretta | Semifinali        | 15 marzo 2024 (Nyon)    | 30 aprile-1º maggio 2024                       | 7-8 maggio 2024                                |
| Fase a eliminazione diretta | Finale            | 15 marzo 2024 (Nyon)    | 1º giugno 2024 allo Stadio di Wembley (Londra) | 1º giugno 2024 allo Stadio di Wembley (Londra) |

## Partite

### Fase di qualificazione

#### Turno preliminare
Le squadre eliminate nel turno preliminare saranno sorteggiate nel percorso Campioni del secondo turno di qualificazione della UEFA Europa Conference League.
| Squadra 1        | Risultato  | Squadra 2  |
| Semifinali       | Semifinali | Semifinali |
| ---------------- | ---------- | ---------- |
| Atlètic Escaldes | 0 - 3      | Budućnost  |
| Tre Penne        | 1 - 7      | Breiðablik |
| Finale           |            |            |
| Budućnost        | 0 - 5      | Breiðablik |

#### Primo turno di qualificazione
Le squadre eliminate nel primo turno di qualificazione saranno sorteggiate nel percorso Campioni del secondo turno di qualificazione della UEFA Europa Conference League. Ad eccezione delle perdenti tra Lincoln Red Imps–Qarabağ e Raków Częstochowa–Flora Tallinn che saranno inserite nel sorteggio per il terzo turno di qualificazione della stessa competizione.
| Squadra 1         | Totale          | Squadra 2        | Andata | Ritorno     |
| ----------------- | --------------- | ---------------- | ------ | ----------- |
| Häcken            | 5 - 1           | The New Saints   | 3 - 1  | 2 - 0       |
| Ballkani          | 2 - 4           | Ludogorec        | 2 - 0  | 0 - 4       |
| Shamrock Rovers   | 1 - 3           | Breiðablik       | 0 - 1  | 1 - 2       |
| Žalgiris          | 2 - 1           | Struga           | 0 - 0  | 2 - 1       |
| KÍ Klaksvík       | 3 - 0           | Ferencváros      | 0 - 0  | 3 - 0       |
| Olimpia Lubiana   | 4 - 2           | Valmiera         | 2 - 1  | 2 - 1       |
| HJK               | 3 - 2           | Larne            | 1 - 0  | 2 - 2 (dts) |
| Lincoln Red Imps  | 1 - 6           | Qarabağ          | 1 - 2  | 0 - 4       |
| Raków Częstochowa | 4 - 0           | Flora Tallinn    | 1 - 0  | 3 - 0       |
| Slovan Bratislava | 3 - 1           | Swift Hesperange | 1 - 1  | 2 - 0       |
| Farul Costanza    | 1 - 3           | Sheriff Tiraspol | 1 - 0  | 0 - 3 (dts) |
| Ħamrun Spartans   | 1 - 6           | Maccabi Haifa    | 0 - 4  | 1 - 2       |
| Urartu            | 3 - 3 (3-4 dtr) | Zrinjski Mostar  | 0 - 1  | 3 - 2 (dts) |
| Partizani Tirana  | 1 - 3           | BATĖ Borisov     | 1 - 1  | 0 - 2       |
| Astana            | 3 - 2           | Dinamo Tbilisi   | 1 - 1  | 2 - 1       |

#### Secondo turno di qualificazione
| Squadra 1         | Totale          | Squadra 2         | Andata   | Ritorno     |
| Campioni          | Campioni        | Campioni          | Campioni | Campioni    |
| ----------------- | --------------- | ----------------- | -------- | ----------- |
| Žalgiris          | 2 - 3           | Galatasaray       | 2 - 2    | 0 - 1       |
| Ludogorec         | 2 - 3           | Olimpia Lubiana   | 1 - 1    | 1 - 2       |
| Raków Częstochowa | 4 - 3           | Qarabağ           | 3 - 2    | 1 - 1       |
| KÍ Klaksvík       | 3 - 3 (4-3 dtr) | Häcken            | 0 - 0    | 3 - 3 (dts) |
| HJK               | 1 - 2           | Molde             | 1 - 0    | 0 - 2       |
| Breiðablik        | 3 - 8           | Copenaghen        | 0 - 2    | 3 - 6       |
| Sheriff Tiraspol  | 2 - 4           | Maccabi Haifa     | 1 - 0    | 1 - 4 (dts) |
| Arīs Limassol     | 11 - 5          | BATĖ Borisov      | 6 - 2    | 5 - 3       |
| Zrinjski Mostar   | 2 - 3           | Slovan Bratislava | 0 - 1    | 2 - 2       |
| Dinamo Zagabria   | 6 - 0           | Astana            | 4 - 0    | 2 - 0       |
| Piazzate          |                 |                   |          |             |
| Dnipro-1          | 3 - 5           | Panathīnaïkos     | 1 - 3    | 2 - 2       |
| Servette          | 3 - 3 (4-1 dtr) | Genk              | 1 - 1    | 2 - 2 (dts) |

#### Terzo turno di qualificazione
| Squadra 1         | Totale          | Squadra 2           | Andata   | Ritorno     |
| Campioni          | Campioni        | Campioni            | Campioni | Campioni    |
| ----------------- | --------------- | ------------------- | -------- | ----------- |
| Raków Częstochowa | 3 - 1           | Arīs Limassol       | 2 - 1    | 1 - 0       |
| Slovan Bratislava | 2 - 5           | Maccabi Haifa       | 1 - 2    | 1 - 3       |
| Dinamo Zagabria   | 3 - 4           | AEK Atene           | 1 - 2    | 2 - 2       |
| Olimpia Lubiana   | 0 - 4           | Galatasaray         | 0 - 3    | 0 - 1       |
| Copenaghen        | 3 - 3 (4-2 dtr) | Sparta Praga        | 0 - 0    | 3 - 3 (dts) |
| KÍ Klaksvík       | 2 - 3           | Molde               | 2 - 1    | 0 - 2 (dts) |
| Piazzate          |                 |                     |          |             |
| Braga             | 7 - 1           | TSC Bačka Topola    | 3 - 0    | 4 - 1       |
| Rangers           | 3 - 2           | Servette            | 2 - 1    | 1 - 1       |
| Panathīnaïkos     | 2 - 2 (5-3 dtr) | Olympique Marsiglia | 1 - 0    | 1 - 2 (dts) |
| PSV               | 7 - 2           | Sturm Graz          | 4 - 1    | 3 - 1       |

#### Spareggi
| Squadra 1         | Totale   | Squadra 2     | Andata   | Ritorno  |
| Campioni          | Campioni | Campioni      | Campioni | Campioni |
| ----------------- | -------- | ------------- | -------- | -------- |
| Maccabi Haifa     | 0 - 3    | Young Boys    | 0 - 0    | 0 - 3    |
| Anversa           | 3 - 1    | AEK Atene     | 1 - 0    | 2 - 1    |
| Raków Częstochowa | 1 - 2    | Copenaghen    | 0 - 1    | 1 - 1    |
| Molde             | 3 - 5    | Galatasaray   | 2 - 3    | 1 - 2    |
| Piazzate          |          |               |          |          |
| Rangers           | 3 - 7    | PSV           | 2 - 2    | 1 - 5    |
| Braga             | 3 - 1    | Panathīnaïkos | 2 - 1    | 1 - 0    |

### UEFA Champions League

#### Fase a gironi

##### Gruppo A
| Squadra        | Pt | G | V | N | P | GF | GS | DG |
| -------------- | -- | - | - | - | - | -- | -- | -- |
| Bayern Monaco  | 16 | 6 | 5 | 1 | 0 | 12 | 6  | +6 |
| Copenaghen     | 8  | 6 | 2 | 2 | 2 | 8  | 8  | 0  |
| Galatasaray    | 5  | 6 | 1 | 2 | 3 | 10 | 13 | -3 |
| Manchester Utd | 4  | 6 | 1 | 1 | 4 | 12 | 15 | -3 |

| Squadra 1      | Risultato   | Squadra 2      |
| 1ª giornata    | 1ª giornata | 1ª giornata    |
| -------------- | ----------- | -------------- |
| Galatasaray    | 2 - 2       | Copenaghen     |
| Bayern Monaco  | 4 - 3       | Manchester Utd |
| 2ª giornata    |             |                |
| Manchester Utd | 2 - 3       | Galatasaray    |
| Copenaghen     | 1 - 2       | Bayern Monaco  |
| 3ª giornata    |             |                |
| Galatasaray    | 1 - 3       | Bayern Monaco  |
| Manchester Utd | 1 - 0       | Copenaghen     |
| 4ª giornata    |             |                |
| Bayern Monaco  | 2 - 1       | Galatasaray    |
| Copenaghen     | 4 - 3       | Manchester Utd |
| 5ª giornata    |             |                |
| Galatasaray    | 3 - 3       | Manchester Utd |
| Bayern Monaco  | 0 - 0       | Copenaghen     |
| 6ª giornata    |             |                |
| Manchester Utd | 0 - 1       | Bayern Monaco  |
| Copenaghen     | 1 - 0       | Galatasaray    |

##### Gruppo B
| Squadra  | Pt | G | V | N | P | GF | GS | DG  |
| -------- | -- | - | - | - | - | -- | -- | --- |
| Arsenal  | 13 | 6 | 4 | 1 | 1 | 16 | 4  | +12 |
| PSV      | 9  | 6 | 2 | 3 | 1 | 8  | 10 | -2  |
| Lens     | 8  | 6 | 2 | 2 | 2 | 6  | 11 | -5  |
| Siviglia | 2  | 6 | 0 | 2 | 4 | 7  | 12 | -5  |

| Squadra 1   | Risultato   | Squadra 2   |
| 1ª giornata | 1ª giornata | 1ª giornata |
| ----------- | ----------- | ----------- |
| Siviglia    | 1 - 1       | Lens        |
| Arsenal     | 4 - 0       | PSV         |
| 2ª giornata |             |             |
| Lens        | 2 - 1       | Arsenal     |
| PSV         | 2 - 2       | Siviglia    |
| 3ª giornata |             |             |
| Siviglia    | 1 - 2       | Arsenal     |
| Lens        | 1 - 1       | PSV         |
| 4ª giornata |             |             |
| Arsenal     | 2 - 0       | Siviglia    |
| PSV         | 1 - 0       | Lens        |
| 5ª giornata |             |             |
| Siviglia    | 2 - 3       | PSV         |
| Arsenal     | 6 - 0       | Lens        |
| 6ª giornata |             |             |
| Lens        | 2 - 1       | Siviglia    |
| PSV         | 1 - 1       | Arsenal     |

##### Gruppo C
| Squadra       | Pt | G | V | N | P | GF | GS | DG |
| ------------- | -- | - | - | - | - | -- | -- | -- |
| Real Madrid   | 18 | 6 | 6 | 0 | 0 | 16 | 7  | +9 |
| Napoli        | 10 | 6 | 3 | 1 | 2 | 10 | 9  | +1 |
| Braga         | 4  | 6 | 1 | 1 | 4 | 6  | 12 | -6 |
| Union Berlino | 2  | 6 | 0 | 2 | 4 | 6  | 10 | -4 |

| Squadra 1     | Risultato   | Squadra 2     |
| 1ª giornata   | 1ª giornata | 1ª giornata   |
| ------------- | ----------- | ------------- |
| Real Madrid   | 1 - 0       | Union Berlino |
| Braga         | 1 - 2       | Napoli        |
| 2ª giornata   |             |               |
| Union Berlino | 2 - 3       | Braga         |
| Napoli        | 2 - 3       | Real Madrid   |
| 3ª giornata   |             |               |
| Braga         | 1 - 2       | Real Madrid   |
| Union Berlino | 0 - 1       | Napoli        |
| 4ª giornata   |             |               |
| Napoli        | 1 - 1       | Union Berlino |
| Real Madrid   | 3 - 0       | Braga         |
| 5ª giornata   |             |               |
| Real Madrid   | 4 - 2       | Napoli        |
| Braga         | 1 - 1       | Union Berlino |
| 6ª giornata   |             |               |
| Napoli        | 2 - 0       | Braga         |
| Union Berlino | 2 - 3       | Real Madrid   |

##### Gruppo D
| Squadra       | Pt | G | V | N | P | GF | GS | DG |
| ------------- | -- | - | - | - | - | -- | -- | -- |
| Real Sociedad | 12 | 6 | 3 | 3 | 0 | 7  | 2  | +5 |
| Inter         | 12 | 6 | 3 | 3 | 0 | 8  | 5  | +3 |
| Benfica       | 4  | 6 | 1 | 1 | 4 | 7  | 11 | -4 |
| Salisburgo    | 4  | 6 | 1 | 1 | 4 | 4  | 8  | -4 |

| Squadra 1     | Risultato   | Squadra 2     |
| 1ª giornata   | 1ª giornata | 1ª giornata   |
| ------------- | ----------- | ------------- |
| Real Sociedad | 1 - 1       | Inter         |
| Benfica       | 0 - 2       | Salisburgo    |
| 2ª giornata   |             |               |
| Salisburgo    | 0 - 2       | Real Sociedad |
| Inter         | 1 - 0       | Benfica       |
| 3ª giornata   |             |               |
| Inter         | 2 - 1       | Salisburgo    |
| Benfica       | 0 - 1       | Real Sociedad |
| 4ª giornata   |             |               |
| Real Sociedad | 3 - 1       | Benfica       |
| Salisburgo    | 0 - 1       | Inter         |
| 5ª giornata   |             |               |
| Benfica       | 3 - 3       | Inter         |
| Real Sociedad | 0 - 0       | Salisburgo    |
| 6ª giornata   |             |               |
| Inter         | 0 - 0       | Real Sociedad |
| Salisburgo    | 1 - 3       | Benfica       |

##### Gruppo E
| Squadra         | Pt | G | V | N | P | GF | GS | DG  |
| --------------- | -- | - | - | - | - | -- | -- | --- |
| Atlético Madrid | 14 | 6 | 4 | 2 | 0 | 17 | 6  | +11 |
| Lazio           | 10 | 6 | 3 | 1 | 2 | 7  | 7  | 0   |
| Feyenoord       | 6  | 6 | 2 | 0 | 4 | 9  | 10 | -1  |
| Celtic          | 4  | 6 | 1 | 1 | 4 | 5  | 15 | -10 |

| Squadra 1       | Risultato   | Squadra 2       |
| 1ª giornata     | 1ª giornata | 1ª giornata     |
| --------------- | ----------- | --------------- |
| Feyenoord       | 2 - 0       | Celtic          |
| Lazio           | 1 - 1       | Atlético Madrid |
| 2ª giornata     |             |                 |
| Atlético Madrid | 3 - 2       | Feyenoord       |
| Celtic          | 1 - 2       | Lazio           |
| 3ª giornata     |             |                 |
| Feyenoord       | 3 - 1       | Lazio           |
| Celtic          | 2 - 2       | Atlético Madrid |
| 4ª giornata     |             |                 |
| Atlético Madrid | 6 - 0       | Celtic          |
| Lazio           | 1 - 0       | Feyenoord       |
| 5ª giornata     |             |                 |
| Lazio           | 2 - 0       | Celtic          |
| Feyenoord       | 1 - 3       | Atlético Madrid |
| 6ª giornata     |             |                 |
| Atlético Madrid | 2 - 0       | Lazio           |
| Celtic          | 2 - 1       | Feyenoord       |

##### Gruppo F
| Squadra             | Pt | G | V | N | P | GF | GS | DG |
| ------------------- | -- | - | - | - | - | -- | -- | -- |
| Borussia Dortmund   | 11 | 6 | 3 | 2 | 1 | 7  | 4  | +3 |
| Paris Saint-Germain | 8  | 6 | 2 | 2 | 2 | 9  | 8  | +1 |
| Milan               | 8  | 6 | 2 | 2 | 2 | 5  | 8  | -3 |
| Newcastle Utd       | 5  | 6 | 1 | 2 | 3 | 6  | 7  | -1 |

| Squadra 1           | Risultato   | Squadra 2           |
| 1ª giornata         | 1ª giornata | 1ª giornata         |
| ------------------- | ----------- | ------------------- |
| Milan               | 0 - 0       | Newcastle Utd       |
| Paris Saint-Germain | 2 - 0       | Borussia Dortmund   |
| 2ª giornata         |             |                     |
| Borussia Dortmund   | 0 - 0       | Milan               |
| Newcastle Utd       | 4 - 1       | Paris Saint-Germain |
| 3ª giornata         |             |                     |
| Paris Saint-Germain | 3 - 0       | Milan               |
| Newcastle Utd       | 0 - 1       | Borussia Dortmund   |
| 4ª giornata         |             |                     |
| Borussia Dortmund   | 2 - 0       | Newcastle Utd       |
| Milan               | 2 - 1       | Paris Saint-Germain |
| 5ª giornata         |             |                     |
| Paris Saint-Germain | 1 - 1       | Newcastle Utd       |
| Milan               | 1 - 3       | Borussia Dortmund   |
| 6ª giornata         |             |                     |
| Borussia Dortmund   | 1 - 1       | Paris Saint-Germain |
| Newcastle Utd       | 1 - 2       | Milan               |

##### Gruppo G
| Squadra         | Pt | G | V | N | P | GF | GS | DG  |
| --------------- | -- | - | - | - | - | -- | -- | --- |
| Manchester City | 18 | 6 | 6 | 0 | 0 | 18 | 7  | +11 |
| RB Lipsia       | 12 | 6 | 4 | 0 | 2 | 13 | 10 | +3  |
| Young Boys      | 4  | 6 | 1 | 1 | 4 | 7  | 13 | -6  |
| Stella Rossa    | 1  | 6 | 0 | 1 | 5 | 7  | 15 | -8  |

| Squadra 1       | Risultato   | Squadra 2       |
| 1ª giornata     | 1ª giornata | 1ª giornata     |
| --------------- | ----------- | --------------- |
| Young Boys      | 1 - 3       | RB Lipsia       |
| Manchester City | 3 - 1       | Stella Rossa    |
| 2ª giornata     |             |                 |
| RB Lipsia       | 1 - 3       | Manchester City |
| Stella Rossa    | 2 - 2       | Young Boys      |
| 3ª giornata     |             |                 |
| RB Lipsia       | 3 - 1       | Stella Rossa    |
| Young Boys      | 1 - 3       | Manchester City |
| 4ª giornata     |             |                 |
| Manchester City | 3 - 0       | Young Boys      |
| Stella Rossa    | 1 - 2       | RB Lipsia       |
| 5ª giornata     |             |                 |
| Manchester City | 3 - 2       | RB Lipsia       |
| Young Boys      | 2 - 0       | Stella Rossa    |
| 6ª giornata     |             |                 |
| RB Lipsia       | 2 - 1       | Young Boys      |
| Stella Rossa    | 2 - 3       | Manchester City |

##### Gruppo H
| Squadra    | Pt | G | V | N | P | GF | GS | DG  |
| ---------- | -- | - | - | - | - | -- | -- | --- |
| Barcellona | 12 | 6 | 4 | 0 | 2 | 12 | 6  | +6  |
| Porto      | 12 | 6 | 4 | 0 | 2 | 15 | 8  | +7  |
| Šachtar    | 9  | 6 | 3 | 0 | 3 | 10 | 12 | -2  |
| Anversa    | 3  | 6 | 1 | 0 | 5 | 6  | 17 | -11 |

| Squadra 1   | Risultato   | Squadra 2   |
| 1ª giornata | 1ª giornata | 1ª giornata |
| ----------- | ----------- | ----------- |
| Barcellona  | 5 - 0       | Anversa     |
| Šachtar     | 1 - 3       | Porto       |
| 2ª giornata |             |             |
| Anversa     | 2 - 3       | Šachtar     |
| Porto       | 0 - 1       | Barcellona  |
| 3ª giornata |             |             |
| Barcellona  | 2 - 1       | Šachtar     |
| Anversa     | 1 - 4       | Porto       |
| 4ª giornata |             |             |
| Šachtar     | 1 - 0       | Barcellona  |
| Porto       | 2 - 0       | Anversa     |
| 5ª giornata |             |             |
| Šachtar     | 1 - 0       | Anversa     |
| Barcellona  | 2 - 1       | Porto       |
| 6ª giornata |             |             |
| Porto       | 5 - 3       | Šachtar     |
| Anversa     | 3 - 2       | Barcellona  |

#### Fase a eliminazione diretta
|  | Ottavi di finale      | Ottavi di finale    | Ottavi di finale | Ottavi di finale |       |                     | Quarti di finale | Quarti di finale | Quarti di finale | Quarti di finale |  |                   | Semifinali | Semifinali | Semifinali | Semifinali |                   |   | Finale | Finale |
|  |                       |                     |                  |                  |       |                     |                  |                  |                  |                  |  |                   |            |            |            |            |                   |   |        |        |
|  | Inter                 | 1                   | 1                | 2 (2)            |       |                     |                  |                  |                  |                  |  |                   |            |            |            |            |                   |   |        |        |
|  | Atlético Madrid (dtr) | 0                   | 2                | 2 (3)            |       |                     |                  |                  |                  |                  |  |                   |            |            |            |            |                   |   |        |        |
|  | Atlético Madrid (dtr) | 0                   | 2                | 2 (3)            |       | Atlético Madrid     | 2                | 2                | 4                |                  |  |                   |            |            |            |            |                   |   |        |        |
|  |                       |                     |                  |                  |       | Atlético Madrid     | 2                | 2                | 4                |                  |  |                   |            |            |            |            |                   |   |        |        |
|  |                       | Borussia Dortmund   | 1                | 4                | 5     |                     |                  |                  |                  |                  |  |                   |            |            |            |            |                   |   |        |        |
|  | PSV                   | Borussia Dortmund   | 1                | 4                | 5     | 1                   | 0                | 1                |                  |                  |  |                   |            |            |            |            |                   |   |        |        |
|  | PSV                   |                     |                  |                  |       | 1                   | 0                | 1                |                  |                  |  |                   |            |            |            |            |                   |   |        |        |
|  | Borussia Dortmund     | 1                   | 2                | 3                |       |                     |                  |                  |                  |                  |  |                   |            |            |            |            |                   |   |        |        |
|  | Borussia Dortmund     | 1                   | 2                | 3                |       |                     |                  |                  |                  |                  |  | Borussia Dortmund | 1          | 1          | 2          |            |                   |   |        |        |
|  |                       |                     |                  |                  |       |                     |                  |                  |                  |                  |  | Borussia Dortmund | 1          | 1          | 2          |            |                   |   |        |        |
|  |                       | Paris Saint-Germain | 0                | 0                | 0     |                     |                  |                  |                  |                  |  |                   |            |            |            |            |                   |   |        |        |
|  | Paris Saint-Germain   | Paris Saint-Germain | 0                | 0                | 0     | 2                   | 2                | 4                |                  |                  |  |                   |            |            |            |            |                   |   |        |        |
|  | Paris Saint-Germain   |                     |                  |                  |       | 2                   | 2                | 4                |                  |                  |  |                   |            |            |            |            |                   |   |        |        |
|  | Real Sociedad         | 0                   | 1                | 1                |       |                     |                  |                  |                  |                  |  |                   |            |            |            |            |                   |   |        |        |
|  | Real Sociedad         | 0                   | 1                | 1                |       | Paris Saint-Germain | 2                | 4                | 6                |                  |  |                   |            |            |            |            |                   |   |        |        |
|  |                       |                     |                  |                  |       | Paris Saint-Germain | 2                | 4                | 6                |                  |  |                   |            |            |            |            |                   |   |        |        |
|  |                       | Barcellona          | 3                | 1                | 4     |                     |                  |                  |                  |                  |  |                   |            |            |            |            |                   |   |        |        |
|  | Napoli                | Barcellona          | 3                | 1                | 4     | 1                   | 1                | 2                |                  |                  |  |                   |            |            |            |            |                   |   |        |        |
|  | Napoli                |                     |                  |                  |       | 1                   | 1                | 2                |                  |                  |  |                   |            |            |            |            |                   |   |        |        |
|  | Barcellona            | 1                   | 3                | 4                |       |                     |                  |                  |                  |                  |  |                   |            |            |            |            |                   |   |        |        |
|  | Barcellona            | 1                   | 3                | 4                |       |                     |                  |                  |                  |                  |  |                   |            |            |            |            | Borussia Dortmund | 0 |        |        |
|  |                       |                     |                  |                  |       |                     |                  |                  |                  |                  |  |                   |            |            |            |            |                   | 0 |        |        |
|  |                       | Real Madrid         | 2                |                  |       |                     |                  |                  |                  |                  |  |                   |            |            |            |            |                   |   |        |        |
|  | Porto                 | Real Madrid         | 2                | 1                | 0     | 1 (2)               |                  |                  |                  |                  |  |                   |            |            |            |            |                   |   |        |        |
|  | Porto                 |                     |                  | 1                | 0     | 1 (2)               |                  |                  |                  |                  |  |                   |            |            |            |            |                   |   |        |        |
|  | Arsenal (dtr)         | 0                   | 1                | 1 (4)            |       |                     |                  |                  |                  |                  |  |                   |            |            |            |            |                   |   |        |        |
|  | Arsenal (dtr)         | 0                   | 1                | 1 (4)            |       | Arsenal             | 2                | 0                | 2                |                  |  |                   |            |            |            |            |                   |   |        |        |
|  |                       |                     |                  |                  |       | Arsenal             | 2                | 0                | 2                |                  |  |                   |            |            |            |            |                   |   |        |        |
|  |                       | Bayern Monaco       | 2                | 1                | 3     |                     |                  |                  |                  |                  |  |                   |            |            |            |            |                   |   |        |        |
|  | Lazio                 | Bayern Monaco       | 2                | 1                | 3     | 1                   | 0                | 1                |                  |                  |  |                   |            |            |            |            |                   |   |        |        |
|  | Lazio                 |                     |                  |                  |       | 1                   | 0                | 1                |                  |                  |  |                   |            |            |            |            |                   |   |        |        |
|  | Bayern Monaco         | 0                   | 3                | 3                |       |                     |                  |                  |                  |                  |  |                   |            |            |            |            |                   |   |        |        |
|  | Bayern Monaco         | 0                   | 3                | 3                |       |                     |                  |                  |                  |                  |  | Bayern Monaco     | 2          | 1          | 3          |            |                   |   |        |        |
|  |                       |                     |                  |                  |       |                     |                  |                  |                  |                  |  | Bayern Monaco     | 2          | 1          | 3          |            |                   |   |        |        |
|  |                       | Real Madrid         | 2                | 2                | 4     |                     |                  |                  |                  |                  |  |                   |            |            |            |            |                   |   |        |        |
|  | RB Lipsia             | Real Madrid         | 2                | 2                | 4     | 0                   | 1                | 1                |                  |                  |  |                   |            |            |            |            |                   |   |        |        |
|  | RB Lipsia             |                     |                  |                  |       | 0                   | 1                | 1                |                  |                  |  |                   |            |            |            |            |                   |   |        |        |
|  | Real Madrid           | 1                   | 1                | 2                |       |                     |                  |                  |                  |                  |  |                   |            |            |            |            |                   |   |        |        |
|  | Real Madrid           | 1                   | 1                | 2                |       | Real Madrid (dtr)   | 3                | 1                | 4 (4)            |                  |  |                   |            |            |            |            |                   |   |        |        |
|  |                       |                     |                  |                  |       | Real Madrid (dtr)   | 3                | 1                | 4 (4)            |                  |  |                   |            |            |            |            |                   |   |        |        |
|  |                       | Manchester City     | 3                | 1                | 4 (3) |                     |                  |                  |                  |                  |  |                   |            |            |            |            |                   |   |        |        |
|  | Copenaghen            | Manchester City     | 3                | 1                | 4 (3) | 1                   | 1                | 2                |                  |                  |  |                   |            |            |            |            |                   |   |        |        |
|  | Copenaghen            |                     |                  |                  |       | 1                   | 1                | 2                |                  |                  |  |                   |            |            |            |            |                   |   |        |        |
|  | Manchester City       | 3                   | 3                | 6                |       |                     |                  |                  |                  |                  |  |                   |            |            |            |            |                   |   |        |        |

##### Ottavi di finale
| Squadra 1           | Totale          | Squadra 2         | Andata | Ritorno     |
| ------------------- | --------------- | ----------------- | ------ | ----------- |
| Porto               | 1 - 1 (2-4 dtr) | Arsenal           | 1 - 0  | 0 - 1 (dts) |
| Napoli              | 2 - 4           | Barcellona        | 1 - 1  | 1 - 3       |
| Paris Saint-Germain | 4 - 1           | Real Sociedad     | 2 - 0  | 2 - 1       |
| Inter               | 2 - 2 (2-3 dtr) | Atlético Madrid   | 1 - 0  | 1 - 2 (dts) |
| PSV                 | 1 - 3           | Borussia Dortmund | 1 - 1  | 0 - 2       |
| Lazio               | 1 - 3           | Bayern Monaco     | 1 - 0  | 0 - 3       |
| Copenaghen          | 2 - 6           | Manchester City   | 1 - 3  | 1 - 3       |
| RB Lipsia           | 1 - 2           | Real Madrid       | 0 - 1  | 1 - 1       |

##### Quarti di finale
| Squadra 1           | Totale          | Squadra 2         | Andata | Ritorno     |
| ------------------- | --------------- | ----------------- | ------ | ----------- |
| Arsenal             | 2 - 3           | Bayern Monaco     | 2 - 2  | 0 - 1       |
| Atlético Madrid     | 4 - 5           | Borussia Dortmund | 2 - 1  | 2 - 4       |
| Real Madrid         | 4 - 4 (4-3 dtr) | Manchester City   | 3 - 3  | 1 - 1 (dts) |
| Paris Saint-Germain | 6 - 4           | Barcellona        | 2 - 3  | 4 - 1       |

##### Semifinali
| Squadra 1         | Totale | Squadra 2           | Andata | Ritorno |
| ----------------- | ------ | ------------------- | ------ | ------- |
| Borussia Dortmund | 2 - 0  | Paris Saint-Germain | 1 - 0  | 1 - 0   |
| Bayern Monaco     | 3 - 4  | Real Madrid         | 2 - 2  | 1 - 2   |

##### Finale
| Arbitro: | Slavko Vinčić |

|  |           |                           |
|  | Marcatori | 74’ Carvajal 83’ Vinícius |

| Borussia Dortmund | Real Madrid |

| P               | 1  | Gregor Kobel        |     |     |
| D               | 26 | Julian Ryerson      |     |     |
| D               | 15 | Mats Hummels        | 79’ |     |
| D               | 4  | Nico Schlotterbeck  | 40’ |     |
| D               | 22 | Ian Maatsen         |     |     |
| C               | 23 | Emre Can            |     | 80’ |
| C               | 20 | Marcel Sabitzer     | 43’ |     |
| C               | 10 | Jadon Sancho        |     | 87’ |
| C               | 19 | Julian Brandt       |     | 80’ |
| C               | 27 | Karim Adeyemi       |     | 72’ |
| A               | 14 | Niclas Füllkrug     |     |     |
| A disposizione: |    |                     |     |     |
| P               | 33 | Alexander Meyer     |     |     |
| P               | 35 | Marcel Lotka        |     |     |
| D               | 25 | Niklas Süle         |     |     |
| C               | 6  | Salih Özcan         |     |     |
| C               | 8  | Felix Nmecha        |     |     |
| C               | 11 | Marco Reus          |     | 72’ |
| C               | 17 | Marius Wolf         |     |     |
| C               | 38 | Kjell Wätjen        |     |     |
| C               | 43 | Jamie Bynoe-Gittens |     | 87’ |
| A               | 9  | Sébastien Haller    |     | 80’ |
| A               | 18 | Youssoufa Moukoko   |     |     |
| A               | 21 | Donyell Malen       |     | 80’ |
| Allenatore:     |    |                     |     |     |
| Edin Terzić     |    |                     |     |     |

| P               | 1  | Thibaut Courtois    |     |       |
| D               | 2  | Daniel Carvajal     |     |       |
| D               | 22 | Antonio Rüdiger     |     |       |
| D               | 6  | Nacho               |     |       |
| D               | 23 | Ferland Mendy       |     |       |
| C               | 12 | Eduardo Camavinga   |     |       |
| C               | 15 | Federico Valverde   |     |       |
| C               | 8  | Toni Kroos          |     | 85’   |
| C               | 5  | Jude Bellingham     |     | 85’   |
| A               | 11 | Rodrygo             |     | 90’   |
| A               | 7  | Vinícius Júnior     | 35’ | 90+4’ |
| A disposizione: |    |                     |     |       |
| P               | 13 | Andrij Lunin        |     |       |
| P               | 25 | Kepa Arrizabalaga   |     |       |
| D               | 3  | Éder Militão        |     | 90’   |
| D               | 4  | David Alaba         |     |       |
| D               | 17 | Lucas Vázquez       |     | 90+4’ |
| D               | 20 | Fran García         |     |       |
| C               | 10 | Luka Modrić         |     | 85’   |
| C               | 18 | Aurélien Tchouaméni |     |       |
| C               | 19 | Dani Ceballos       |     |       |
| C               | 21 | Brahim Díaz         |     |       |
| C               | 24 | Arda Güler          |     |       |
| A               | 14 | Joselu              |     | 85’   |
| Allenatore:     |    |                     |     |       |
| Carlo Ancelotti |    |                     |     |       |

| Assistenti arbitrali: Tomaž Klančnik (Slovenia) Andraž Kovačič (Slovenia) Quarto ufficiale: François Letexier (Francia) Assistente di riserva: Cyril Mugnier (Francia) VAR: Nejc Kajtazović (Slovenia) Assistente al VAR: Rade Obrenović (Slovenia) Supporto al VAR: Massimiliano Irrati (Italia) | Regole dell'incontro - due tempi regolamentari da 45 minuti ciascuno; - due tempi supplementari da 15 minuti ciascuno in caso di parità; - tiri di rigore in caso di ulteriore parità; inizialmente cinque per squadra, e a oltranza fino a spareggio in caso di ulteriore parità; - numero massimo di 23 giocatori per squadra a referto (11 in campo e 12 come potenziali sostituti); - cinque sostituzioni permesse nei tempi regolamentari; una sesta permessa nei tempi supplementari. |

## Classifica marcatori
| Gol |  |  | Giocatore         | Squadra             |
| --- |  |  | ----------------- | ------------------- |
| 8   |  |  | Harry Kane        | Bayern Monaco       |
| 8   |  |  | Kylian Mbappé     | Paris Saint-Germain |
| 6   |  |  | Erling Haaland    | Manchester City     |
| 6   |  |  | Antoine Griezmann | Atlético Madrid     |
| 6   |  |  | Vinícius Júnior   | Real Madrid         |
| 5   |  |  | Joselu            | Real Madrid         |
| 5   |  |  | Julián Álvarez    | Manchester City     |
| 5   |  |  | Rasmus Højlund    | Manchester Utd      |
| 5   |  |  | Galeno            | Porto               |
| 5   |  |  | Álvaro Morata     | Atlético Madrid     |
| 5   |  |  | Phil Foden        | Manchester City     |
| 5   |  |  | Rodrygo           | Real Madrid         |
| 4   |  |  | Gabriel Jesus     | Arsenal             |
| 4   |  |  | Danylo Sikan      | Šachtar             |
| 4   |  |  | Evanilson         | Porto               |
| 4   |  |  | Ciro Immobile     | Lazio               |
| 4   |  |  | Leandro Trossard  | Arsenal             |
| 4   |  |  | Loïs Openda       | RB Lipsia           |
| 4   |  |  | Bukayo Saka       | Arsenal             |
| 4   |  |  | Jude Bellingham   | Real Madrid         |

## Squadra della stagione
La squadra della stagione è stata selezionata al termine del torneo.
| Ruolo | Naz.                   | Giocatore       | Squadra             |
| ----- | ---------------------- | --------------- | ------------------- |
| P     | Svizzera (bandiera)    | Gregor Kobel    | Borussia Dortmund   |
| D     | Spagna (bandiera)      | Daniel Carvajal | Real Madrid         |
| D     | Germania (bandiera)    | Antonio Rüdiger | Real Madrid         |
| D     | Germania (bandiera)    | Mats Hummels    | Borussia Dortmund   |
| D     | Paesi Bassi (bandiera) | Ian Maatsen     | Borussia Dortmund   |
| C     | Austria (bandiera)     | Marcel Sabitzer | Borussia Dortmund   |
| C     | Portogallo (bandiera)  | Vitinha         | Paris Saint-Germain |
| C     | Inghilterra (bandiera) | Jude Bellingham | Real Madrid         |
| A     | Inghilterra (bandiera) | Phil Foden      | Manchester City     |
| A     | Inghilterra (bandiera) | Harry Kane      | Bayern Monaco       |
| A     | Brasile (bandiera)     | Vinícius Júnior | Real Madrid         |

Giocatore del torneo
 Vinícius Júnior ( Real Madrid)
Miglior giovane
 Jude Bellingham ( Real Madrid)